# Marcel et Monsieur Pagnol
Pour plus de détails, voir Fiche technique et Distribution.
Marcel et Monsieur Pagnol est un film d'animation franco-belgo-luxembourgeois réalisé par Sylvain Chomet et sorti en 2025.
Il s'agit d'un film biographique de l'écrivain, dramaturge et réalisateur français Marcel Pagnol (1895-1974), adapté de son œuvre Confidences (1990). Cette coproduction européenne entre la France, la Belgique et le Luxembourg est présentée en avant-première dans le cadre des Séances spéciales du Festival international du film de Cannes 2025.

## Synopsis
En 1955, Marcel Pagnol est au sommet de sa carrière. À 60 ans, il est un dramaturge et un cinéaste célèbre lorsque le rédacteur en chef du magazine féminin Elle lui demande de rédiger une chronique hebdomadaire sur son enfance. Il est ravi de revenir à ses racines : l'écriture. Ses deux précédentes pièces de théâtre n'ont pas été couronnées de succès. Pendant que Pagnol travaille à sa chronique, sa mémoire lui fait souvent défaut. Alors qu'il commence à douter de son talent, une version plus jeune de lui-même, le petit Marcel, lui apparaît. Ensemble, le vieil homme et le garçon commencent à explorer sa vie et à revivre les plus belles rencontres et les plus beaux souvenirs. Ils assistent ainsi à l'invention du cinéma parlant et à l'établissement du premier grand studio de cinéma. Pagnol se souvient de son attachement à certains acteurs et de son processus d'écriture,.

## Fiche technique
- Titre original : Marcel et Monsieur Pagnol
- Réalisation et scénario : Sylvain Chomet, d'après l'essai Confidences de Marcel Pagnol
- Musique : Stefano Bollani
- Photographie : Elric Lefeuvre
- Montage : Samuel Denou, Mario Houles et Julie Salon
- Création des costumes : David Belugou
- Production : Ashargin Poiré, Valérie Puech, Aton Soumache, Lilian Eche et Eric Goossens
- Sociétés de production : What The Prod, Mediawan, Bidibul Productions, Walking The Dog, en association avec la SOFICA Entourage
- Sociétés de distribution : Wild Bunch Distribution (France)
- Pays de production :  France,  Belgique,  Luxembourg
- Langue originale : français
- Format : couleurs
- Genre : biographie, animation
- Durée : 90 minutes
- Dates de sortie : 
  - France : 17 mai 2025 (festival de Cannes) : 15 octobre 2025 (sortie nationale)

## Distribution des voix
- Laurent Lafitte : Marcel Pagnol
  - Noa Staes : Marcel Pagnol, enfant
- Géraldine Pailhas : Augustine Pagnol
- Anaïs Petit : Orane Demazis
- Thierry Garcia : Raimu
- Vincent Fernandel : Fernandel
- Véronique Philipponnat
- Elsa Pérusin : Simone Pagnol
- Olivia Gotanègre : Jacqueline Pagnol
- Shane Attwooll : Pierre Tchernia
- Martial Bezot
- Sylvain Chomet
- Jochen Hägele : Alfred Greven
- Audrey Looten
- Clotilde Moynot
- Nicolas Pagnol
- Laurent Pasquier
- Salvatore Ingoglia

## Distinctions

### Sélections
- Festival de Cannes 2025 : séances spéciales
- Festival international du film d'animation d'Annecy 2025 : en compétition